# Василь Симоненко (монета)
«Васи́ль Симоне́нко» — ювілейна монета номіналом 2 гривні, випущена Національним банком України. Присвячена поетові, прозаїку, журналісту, який посів гідне місце в плеяді «шестидесятників», Василю Андрійовичу Симоненку. Творчість поета відіграє значну роль в українській літературі ХХ ст. і є взірцем високої громадянськості. У ній важливе місце посідає патріотична тема — любові до України та українців.
Монету введено в обіг 25 грудня 2008 року. Вона належить до серії «Видатні особистості України».

## Опис та характеристики монети
| Номінал грн. | Метал      | Маса, грам | Діаметр, мм. | Якість виготовлення       | Гурт     | Тираж, штук |
| ------------ | ---------- | ---------- | ------------ | ------------------------- | -------- | ----------- |
| 2            | нейзильбер | 12,8       | 31           | спеціальний анциркулейтед | рифлений | 35 000      |

### Аверс
На аверсі монети угорі розміщено малий Державний Герб України, під яким праворуч напис — «НАЦІОНАЛЬНИЙ/ БАНК УКРАЇНИ»; номінал — «2/ ГРИВНІ», рік карбування монети — «2008» (унизу) та зображено стилізовану композицію, що ілюструє вірш поета «Лебеді материнства» та логотип Монетного двору Національного банку України (ліворуч).

### Реверс
На реверсі монети зображено портрет Василя Симоненка, праворуч на тлі стилізованого вербового листя розміщено напис «ВАСИЛЬ СИМОНЕНКО/ 1935—1963», по колу напис — «МОЖНА ВСЕ НА СВІТІ ВИБИРАТИ, СИНУ», (угорі), «ВИБРАТИ НЕ МОЖНА ТІЛЬКИ БАТЬКІВЩИНУ» (унизу).

## Автори

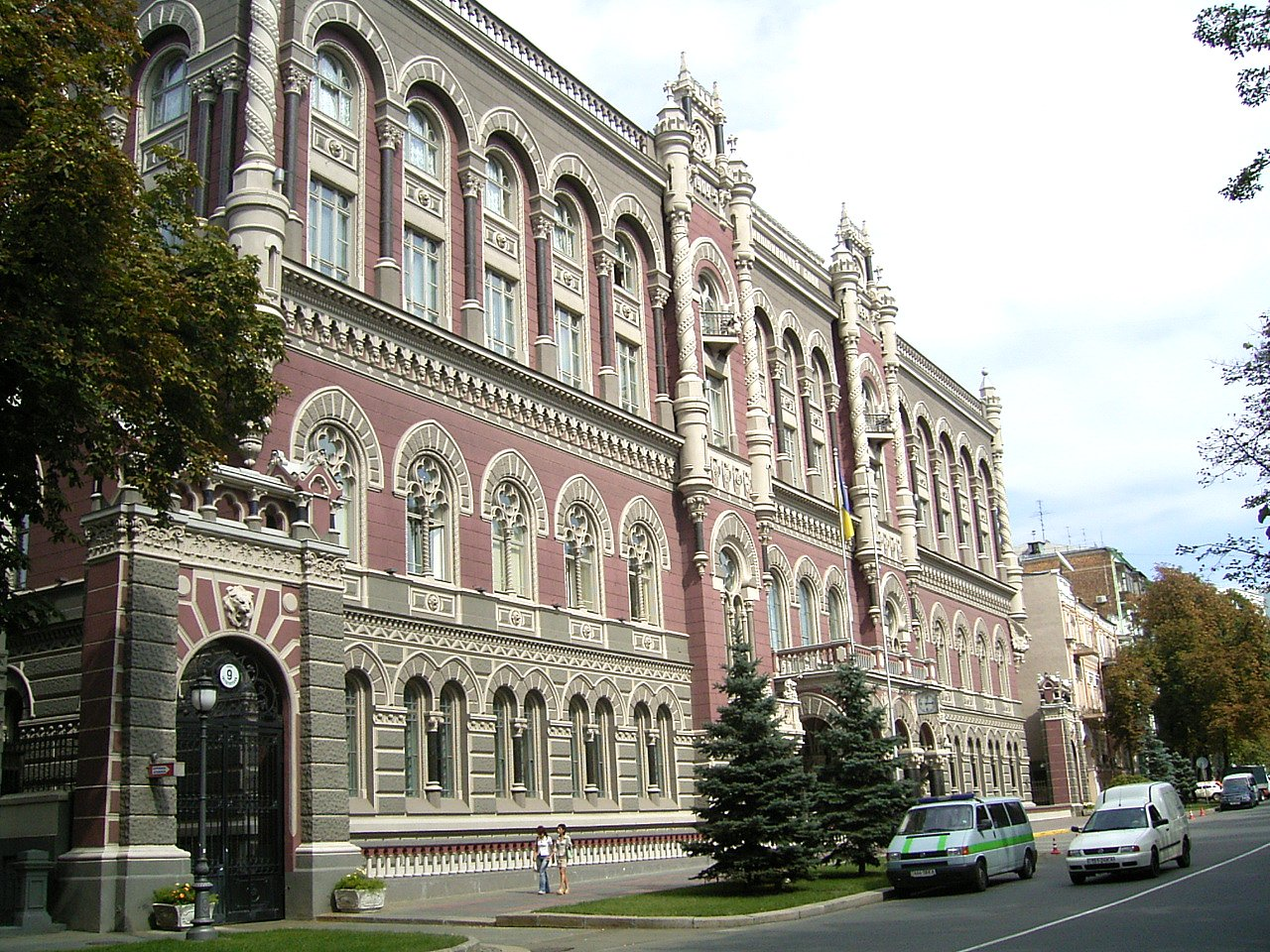
Будівля Національного банку України

- Художники: Таран Володимир, Харук Олександр, Харук Сергій.
- Скульптор — Іваненко Святослав.

## Вартість монети
Ціна монети — 15 гривень, була зазначена на сайті Національного банку України 2011 року.
Фактична приблизна вартість монети з роками змінювалася так:
| Рік        | 2010 | 2011 | 2012 | 2013 | 2014 | 2015 | 2016 | 2017 | 2018 | 2019 | 2020 | 2021 | 2022 | 2023 | 2024 | 2025 |
| ---------- | ---- | ---- | ---- | ---- | ---- | ---- | ---- | ---- | ---- | ---- | ---- | ---- | ---- | ---- | ---- | ---- |
| Ціна, грн. | 17   | 20   | 20   | 20   | 25   | 30   | 35   | 45   | 50   | 50   | 55   | 55   | 65   | 130  | 180  | 205  |